# AEGON Open Nottingham 2016
AEGON Open Nottingham 2016 byl společný tenisový turnaj mužského okruhu ATP World Tour a ženského okruhu WTA Tour, který se odehrával v Nottingham Tennis Centre na otevřených travnatých dvorcích v britském Nottinghamu. Mužská část turnaje probíhala od 18. do 25. června 2016 jako 21. ročník obnoveného turnaje. Ženská část turnaje se konala mezi 6. až 12. červnem 2016 jako 6. ročník obnoveného turnaje.
Mužská polovina se řadila do kategorie ATP World Tour 250 a její dotace činila 704 805 eur. Ženská část s rozpočtem 250 000 dolarů byla součástí kategorie WTA International Tournaments.
Nejvýše nasazeným hráčem v mužské dvouhře byla světová dvacítka Kevin Anderson z Jihoafrické republiky. V ženském singlu plnila roli turnajové jedničky devatenáctá hráčka žebříčku Karolína Plíšková z České republiky. Jako poslední přímí účastníci do dvouher nastoupili 91. německý tenista pořadí Benjamin Becker a 116. žena klasifikace Anna Tatišviliová ze Spojených států.
Pátou singlovou trofej na okruhu WTA Tour vyhrála Češka Karolína Plíšková. Druhý společný deblový titul získal česko-čínský pár Andrea Hlaváčková a Pcheng Šuaj. V mužské části získal svůj první titul Američan Steve Johnson. První společný titul ze čtyřhry pak získali domácí Dominic Inglot a Kanaďan Daniel Nestor.

## Rozdělení bodů a finančních odměn

### Rozdělení bodů
| Soutěž       | vítězové | finalisté | semifinalisté | čtvrtfinalisté | 16 v kole | 32 v kole | 48 v kole | Q  | Q3 | Q2 | Q1 |
| ------------ | -------- | --------- | ------------- | -------------- | --------- | --------- | --------- | -- | -- | -- | -- |
| dvouhra mužů | 250      | 150       | 90            | 45             | 20        | 10        | 0         | 12 | 6  | 0  | 0  |
| čtyřhra mužů | 250      | 150       | 90            | 45             | 0         | —         | —         | —  | —  | —  | —  |
| dvouhra žen  | 280      | 180       | 110           | 60             | 30        | 1         | —         | 18 | 14 | 10 | 1  |
| čtyřhra žen  | 280      | 180       | 110           | 60             | 1         | —         | —         | —  | —  | —  | —  |

### Finanční odměny
| Soutěž                                | vítězové | finalisté | semifinalisté | čtvrtfinalisté | 16 v kole | 32 v kole | 48 v kole | Q3     | Q2   | Q1   |
| ------------------------------------- | -------- | --------- | ------------- | -------------- | --------- | --------- | --------- | ------ | ---- | ---- |
| dvouhra mužů                          | €86 850  | €49 430   | €28 530       | €16 795        | €9 750    | €5 950    | €3 620    | €1 630 | €815 | —    |
| dvouhra žen                           | $43 000  | $21 400   | $11 300       | $5 900         | $3 310    | $1 925    | —         | $1 005 | $730 | $530 |
| čtyřhra mužů                          | €35 630  | €18 730   | €10 150       | €5 800         | €3 400    | —         | —         | —      | —    | —    |
| čtyřhra žen                           | $12 300  | $6 400    | $3 435        | $1 820         | $960      | —         | —         | —      | —    | —    |
| částka ve čtyřhrách je uvedena na pár |          |           |               |                |           |           |           |        |      |      |

## Dvouhra mužů

### Nasazení
| Stát                           | Hráč                | ATP | Nasazení |
| ------------------------------ | ------------------- | --- | -------- |
| Jižní Afrika                   | Kevin Anderson      | 20. | 1.       |
| Uruguay                        | Pablo Cuevas        | 26. | 2.       |
| Portugalsko                    | João Sousa          | 30. | 3.       |
| Ukrajina                       | Alexandr Dolgopolov | 31. | 4.       |
| USA                            | Sam Querrey         | 32. | 5.       |
| USA                            | Steve Johnson       | 39. | 6.       |
| Itálie                         | Andreas Seppi       | 40. | 7.       |
| Lucembursko                    | Gilles Müller       | 41. | 8.       |
| Kypr                           | Marcos Baghdatis    | 42. | 9.       |
| Španělsko                      | Pablo Carreño Busta | 44. | 10.      |
| Kanada                         | Vasek Pospisil      | 46. | 11.      |
| Itálie                         | Paolo Lorenzi       | 48. | 12.      |
| Argentina                      | Guido Pella         | 52. | 13.      |
| Španělsko                      | Fernando Verdasco   | 53. | 14.      |
| Kazachstán                     | Michail Kukuškin    | 55. | 15.      |
| Litva                          | Ričardas Berankis   | 56. | 16.      |
| Žebříček ATP k 13. červnu 2016 |                     |     |          |

### Jiné formy účasti
Následující hráči obdrželi divokou kartu do hlavní soutěže:
- Liam Broady
- Brydan Klein
- Alexander Ward
- James Ward

Následující hráči postoupili z kvalifikace:
- Frank Dancevic
- Ernesto Escobedo
- Jan Hernych
- Stéphane Robert

### Odhlášení
před zahájením turnaje
- Iñigo Cervantes Huegun → nahradil jej Benjamin Becker
- Federico Delbonis → nahradil jej Kyle Edmund
- Marcel Granollers → nahradil jej Jordan Thompson
- Illja Marčenko → nahradil jej Víctor Estrella Burgos
- Paul-Henri Mathieu → nahradil jej Daniel Evans
- Leonardo Mayer → nahradil jej Jevgenij Donskoj

## Mužská čtyřhra

### Nasazení
| Stát                                                                                    | Hráč                 | Stát      | Hráč          | ATP | Nasazení |
| --------------------------------------------------------------------------------------- | -------------------- | --------- | ------------- | --- | -------- |
| Chorvatsko                                                                              | Ivan Dodig           | Brazílie  | Marcelo Melo  | 23. | 1.       |
| Spojené království                                                                      | Dominic Inglot       | Kanada    | Daniel Nestor | 43. | 2.       |
| Filipíny                                                                                | Treat Conrad Huey    | Bělorusko | Max Mirnyj    | 51. | 3.       |
| Kolumbie                                                                                | Juan Sebastián Cabal | Kolumbie  | Robert Farah  | 54. | 4.       |
| Žebříček ATP k 13. červnu 2016; číslo je součtem žebříčkového postavení obou členů páru |                      |           |               |     |          |

### Jiné formy účasti
Následující páry obdržely divokou kartu do hlavní soutěže:
- Jonathan Marray /  Adil Shamasdin
- Ken Skupski /  Neal Skupski

## Ženská dvouhra

### Nasazení
| Stát                           | Hráčka              | WTA | Nasazení |
| ------------------------------ | ------------------- | --- | -------- |
| Česko                          | Karolína Plíšková   | 19. | 1.       |
| Spojené království             | Johanna Kontaová    | 21. | 2.       |
| Dánsko                         | Caroline Wozniacká  | 34. | 3.       |
| Portoriko                      | Mónica Puigová      | 53. | 4.       |
| Belgie                         | Yanina Wickmayerová | 54. | 5.       |
| Spojené království             | Heather Watsonová   | 56. | 6.       |
| Německo                        | Mona Barthelová     | 66. | 7.       |
| USA                            | Christina McHaleová | 67. | 8.       |
| Žebříček WTA k 23. květnu 2016 |                     |     |          |

### Jiné formy účasti
Následující hráčky obdržely divokou kartu do hlavní soutěže:
- Freya Christieová
- Karolína Plíšková
- Laura Robsonová

Následující hráčky postoupily z kvalifikace:
- Ashleigh Bartyová
- Michelle Larcherová de Britová
- Tara Mooreová
- Čang Kchaj-lin

Následující hráčky postoupily z kvalifikace jako tzv. šťastné poražené:
- Andrea Hlaváčková
- Tamira Paszeková

### Odhlášení
před zahájením turnaje
- Viktoria Azarenková → nahradila ji Anna Tatišviliová
- Petra Cetkovská → nahradila ji Lauren Davisová
- Zarina Dijasová → nahradila ji Tamira Paszeková
- Irina Falconiová → nahradila ji Alison Riskeová
- Madison Keysová → nahradila ji Victoria Duvalová
- Ana Konjuhová → nahradila ji Andrea Hlaváčková
- Monica Niculescuová → nahradila ji Zarina Dijasová
- Lesja Curenková → nahradila ji Magda Linetteová

### Skrečování
- Magdaléna Rybáriková

## Ženská čtyřhra

### Nasazení
| Stát                                                                                    | Hráčka             | Stát             | Hráčka        | WTA  | Nasazení |
| --------------------------------------------------------------------------------------- | ------------------ | ---------------- | ------------- | ---- | -------- |
| Čínská Tchaj-pej                                                                        | Čan Chao-čching    | Čínská Tchaj-pej | Čan Jung-žan  | 12.  | 1.       |
| Čína                                                                                    | Sü I-fan           | Čína             | Čeng Saj-saj  | 44.  | 2.       |
| Čína                                                                                    | Chan Sin-jün       | Čína             | Wang Ja-fan   | 139. | 3.       |
| Kanada                                                                                  | Gabriela Dabrowská | Čína             | Jang Čao-süan | 143. | 4.       |
| Žebříček WTA k 23. květnu 2016; číslo je součtem žebříčkového postavení obou členů páru |                    |                  |               |      |          |

### Jiné formy účasti
Následující pár obdržel divokou kartu do hlavní soutěže:
- Freya Christieová /  Laura Robsonová

### Odhlášení
v průběhu turnaje
- Karolína Plíšková /  Kristýna Plíšková

## Přehled finále

### Mužská dvouhra
- Steve Johnson vs.  Pablo Cuevas, 7–6(7–5), 7–5

### Ženská dvouhra
- Karolína Plíšková vs.  Alison Riskeová, 7–6(10–8), 7–5

### Mužská čtyřhra
- Dominic Inglot /  Daniel Nestor vs.  Ivan Dodig /  Marcelo Melo, 7–5, 7–6(7–4)

### Ženská čtyřhra
- Andrea Hlaváčková /  Pcheng Šuaj vs.  Gabriela Dabrowská /  Jang Čao-süan, 7–5, 3–6, [10–7]